# 현미경자리 알파

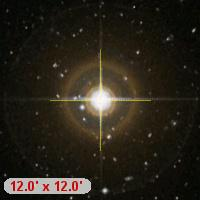

현미경자리 알파(α Microscopii)는 현미경자리 방향에 있는 항성이다. 겉보기등급은 +4.88 ~ 4.94 범위에서 변화하므로 맨눈으로 볼 수 있다. 연주시차 값 8.2214 밀리초각에 기초할 경우 태양으로부터 이 별까지의 거리는 400 ± 30 광년이다. 알파별은 태양에 초당 15 킬로미터 속도로 가까워지고 있다.
이 별의 분광형은 G7 III으로 G형 별들 중 진화가 진척된 거성이다. 나이는 3억 6천만 년으로 예상 질량은 태양의 3.1 배이며 태양 반지름의 16 배까지 확장되어 있다. 광구에서의 유효 온도는 4923 켈빈으로 이 온도에서 알파별은 태양의 160 배에 이르는 복사 에너지를 방출하고 있다.
알파별로부터 방위각 166° 방향으로 약 20.4 초각 떨어진 곳에 겉보기등급 10.0의 안시 동반성 CCDM J20500-3347B가 있다. 다만 이 별은 현미경자리 알파와 물리적으로 연결되어 있지는 않다.